# Antônio Carlos Santos
Antônio Carlos Santos (ur. 8 czerwca 1964 w Rio de Janeiro) – brazylijski piłkarz występujący na pozycji ofensywnego pomocnika, w późniejszym czasie trener.

## Kariera klubowa
Santos pochodzi z miasta Rio de Janeiro i jest wychowankiem tamtejszego zespołu Botafogo de Futebol e Regatas. W tej drużynie spędził kolejne sześć lat, nie licząc rocznej przerwy na występy we Fluminense FC, z którym w 1983 roku triumfował w rozgrywkach ligi stanowej – Campeonato Carioca.
W 1987 roku Santos przeszedł do meksykańskiej drużyny Club América ze stołecznego miasta Meksyk. Od razu wywalczył sobie miejsce w podstawowej jedenastce i w tamtejszej Primera División zadebiutował 6 września 1987 w przegranym 0:2 spotkaniu z Tolucą. Premierowego gola w najwyższej klasie rozgrywkowej strzelił sześć dni później, w wygranej 2:1 konfrontacji z Monterrey. W swoim premierowym sezonie w Meksyku, 1987/1988, zdobył siedemnaście bramek w 36 meczach i znacznie przyczynił się do zdobycia przez swój klub tytułu mistrzowskiego oraz superpucharu Meksyku – Campeón de Campeones. Obydwa te sukcesy osiągnął z Américą również rok później, w rozgrywkach 1988/1989, za to w sezonie 1990/1991 dotarł do finału krajowego pucharu – Copa México, a także osiągnął wicemistrzostwo kraju. W parze z sukcesami ligowymi w parze szły także osiągnięcia międzynarodowe – Santos jako zawodnik Amériki trzykrotnie triumfował w rozgrywkach Pucharu Mistrzów CONCACAF, w latach 1987, 1990 i 1992, za to w 1990 roku wywalczył Copa Interamericana.
Sezon 1992/1993 Santos spędził w jednym z najbardziej utytułowanych portugalskich klubów – FC Porto. Zdobył z nim wówczas mistrzostwo oraz superpuchar kraju – Supertaça Cândido de Oliveira, rozegrał także trzy mecze w Lidze Mistrzów. Po roku powrócił do Amériki, dla której w ostatnich rozgrywkach strzelił dwanaście goli w 39 spotkaniach. Ogółem w barwach tej drużyny spędził sześć sezonów, notując 54 bramki i 24 asysty w 215 ligowych pojedynkach. Jest uznawany za jedną z największych legend w historii Amériki. Po odejściu z klubu przez dwa lata reprezentował barwy innych meksykańskich ekip – Tigres UANL z miasta Monterrey i Tiburones Rojos de Veracruz, jednak w żadnym z nich mimo dobrej gry nie potrafił nawiązać do sukcesów odnoszonych z Américą.
W połowie 1996 roku Santos zasilił japońską drużynę Sanfrecce Hiroszima, z którą zdołał dotrzeć do finału krajowego pucharu, przegrywając z nim ostatecznie 0:3 z Verdy Kawasaki. W J-League wpisywał się na listę strzelców trzykrotnie w dziesięciu konfrontacjach. Po spędzeniu półtora roku w Japonii powrócił do Meksyku, gdzie spędził resztę swojej kariery. Bez większych sukcesów występował przez rok w Santos Laguna Torreón i przez pół roku w Monarcas Morelia oraz Atlante FC, w którym zakończył profesjonalną grę w piłkę w wieku 35 lat.

## Kariera trenerska
Po zakończeniu kariery piłkarskiej Santos pozostał w Meksyku, gdzie został komentatorem piłkarskim w stacji TV Azteca. Próbował również swoich sił w zawodzie trenera – wiosną 2009 poprowadził drugoligowe rezerwy drużyny Tecos UAG, notując remis i trzy porażki w czterech spotkaniach, natomiast rok później na krótko został szkoleniowcem swojego byłego klubu, Tiburones Rojos de Veracruz, także występującego już na zapleczu najwyższej klasy rozgrywkowej. Pod jego kierownictwem drużyna zanotowała dwie porażki w dwóch meczach.